# Badis badis
Badis badis ou Badis azul é uma espécie de peixe nativo do sistema do Rio Ganges e Rio Jamuna, no estado de Himachal Pradexe, na Índia, até o delta em Bangladesh. Também é encontrado nos afluentes do Ganges no Nepal, enquanto na Índia existem registros adicionais do sistema do Rio Mahanadi nos estados de Chatisgar e Orissa e partes do estado de Assão, incluindo a cidade de Guwahati, o Parque Nacional de Kaziranga e a bacia do Rio Dibru.
É um peixe predador  pequeno e que se alimenta de pequenos invertebrados.
O comprimento máximo é de cerca de 60mm. O dimorfismo sexual depende do humor do peixe, com os machos exibindo faixas verticais escuras nos flancos e barbatanas azuis, enquanto as fêmeas exibem pouca cor.
Badis badis tem pouca procura como peixe de aquário e é raro encontrar-se no hobby.
Temperatura: 15 – 25 °C
pH: 6.0 – 7.5

## Habitat
A localidade do neótipo é um riacho largo (>100m), raso (<1m de profundidade), de movimento lento que flui através dos campos de arroz e não tem uma grande quantidade de vegetação marginal. A água “moderadamente turva” e “acastanhada” com um substrato de lama na qual crescem algumas plantas aquáticas, Badis badis é uma espécie  que tem pouca  procura como peixe para o aquário.
Descrições de outras localidades de coleta sugerem que a espécie favorece águas turvas com baixo fluxo de água e crescimentos de vegetação submersa. É frequentemente associada a leitos de nenúfares e, no Rio Dibru, ocorre simpaticamente com B. assamensis.

## Alimentação
Badis badis são micropredadores, se alimentam de vermes, pequenos crustáceos aquáticos, larvas de insetos e outros zooplâncton. No aquário, eles frequentemente recusam alimentos desidratados e, em vez disso, devem ser oferecidos pequenos alimentos vivos ou congelados, como Artêmia, Dáfnia ou Verme de vidro. Eles são um tanto tímidos, comedores deliberados, e também é importante observar que todas as espécies desenvolvem problemas com obesidade e se tornam mais suscetíveis a doenças quando alimentados com larvas de quironomídeos (vermes sanguíneos) e Tubifex, portanto, eles devem ser omitidos da dieta.